# Adolf Müller (fill)
Adolf Müller (Viena, 15 d'octubre de 1839 - 14 de desembre de 1901) fou un director d'orquestra i compositor austríac.
El 1870 se'n va cap a Viena, on va ser director del Theater an der Wien al costat del seu pare Adolf Müller (1801-1886). De 1871 a 1872 va ser director de l'Òpera d'Hamburg. El 1874 va tornar a Viena, a l'òpera còmica, que de seguit va fer fallida i Müller va anar a Budapest i després el 1875 a Rotterdam, on va dirigir l'òpera alemanya fins al 1881. Després va tornar al Theater an der Wien, que el 1883 es va esfondrar i així va tornar a Rotterdam. El 1884 va tornar a Viena, on va romandre fins al final. Hi va tenir, entre d'altres Philipp Roth com deixeble.
Va compondre un gran nombre d'operetes, com ara:
- Heinrich der Goldschmied
- Waldsmeisters Brautfahrt
- Van Dyck
- Wiener Blut, la més coneguda, arranjat de material inacabat del llegat de Johann Strauss II
- Der Millionenonkel, que fa ser filmat el 1913 Hubert Marischka (1882-1859)[3]